# 铪
铪，是一種化學元素，其化學符號为Hf，原子序數为72，原子量為178.486 u。铪为ⅣB族元素，是带光泽的银灰色的过渡金属，熔点2233 °C，沸点4602 °C，密度13.31克/立方厘米。致密的金属铪性质不活泼，表面形成常温稳定的氧化物覆盖层，但粉末状的铪容易在空气中自燃。铪吸收氢气的能力很强，最高可形成HfH₂.₁。高温下，铪能与氮发生反应。由于镧系收缩的影响，铪的原子半径几乎和锆相等，因此二者性质极为相似，很难分离，主要差异之一是铪的密度为锆的两倍。铪不与稀盐酸、稀硫酸和强碱溶液作用，但易溶于氢氟酸和氟王水，铪会与热王水缓慢作用产生氯氧化铪。铪的氧化态是+2、+3、+4，其中+4价化合物最稳定。

## 发现
1923年由荷兰科学家科斯特（D.Coster）和匈牙利科学家喬治·德海韋西（George de Hevesy）由X射线光谱中发现。

### 背景故事
在莫斯莱对元素的X射线研究后，确定在钡和钽之间应当有16个元素存在。这时除了61号元素和72号元素之外，其余14个元素都已经被发现，而且它们都属于今天所属的镧系，也就是当时认为的稀土元素。
那么72号元素应当归属于稀土元素？还是和钛、锆同属一族？当时多数化学家主张属于前者。法国化学家乌尔班1911年从镱的氧化物中分离出镥后，又分离出一个新的元素。在1914年乌尔班去英国将该元素的样品送请莫斯莱进行X射线光谱检测，得到的结论是否定的，没有发现相当于72号元素的谱线。乌尔班坚信新元素的存在，认为出现这样的结果是因为新研制的机器灵敏度不够，无法检测到样品中痕量新元素的存在。他回到巴黎后与光谱科学家达维利埃共同用第一次世界大战后改进的X射线谱仪进行检测。1922年5月，他们宣布测到两条X谱线，因此断定新元素是存在的。1913年，丹麦物理学家玻尔提出了原子结构的量子论。接着在1921-1922年之间又提出原子核外电子排布理论。玻尔认为根据他的理论，72号元素不属于稀土元素，而和锆一样是同族元素。也就是说，72号元素不会从稀土元素矿物中出现，而应当从含锆和钛的矿石中去寻找。
根据玻尔的推论，在1922年，匈牙利化学家德梅韦西和荷兰物理学家科斯特对多种含锆矿石进行了X射线光谱分析，果真发现了这一元素。他们为了纪念该元素的发现所在地——丹麦的首都哥本哈根，以哥本哈根的拉丁语名称Hafnia命名它为hafnium，元素符号定为Hf。后来德梅韦西制得了几毫克纯的铪的样品。

## 生产

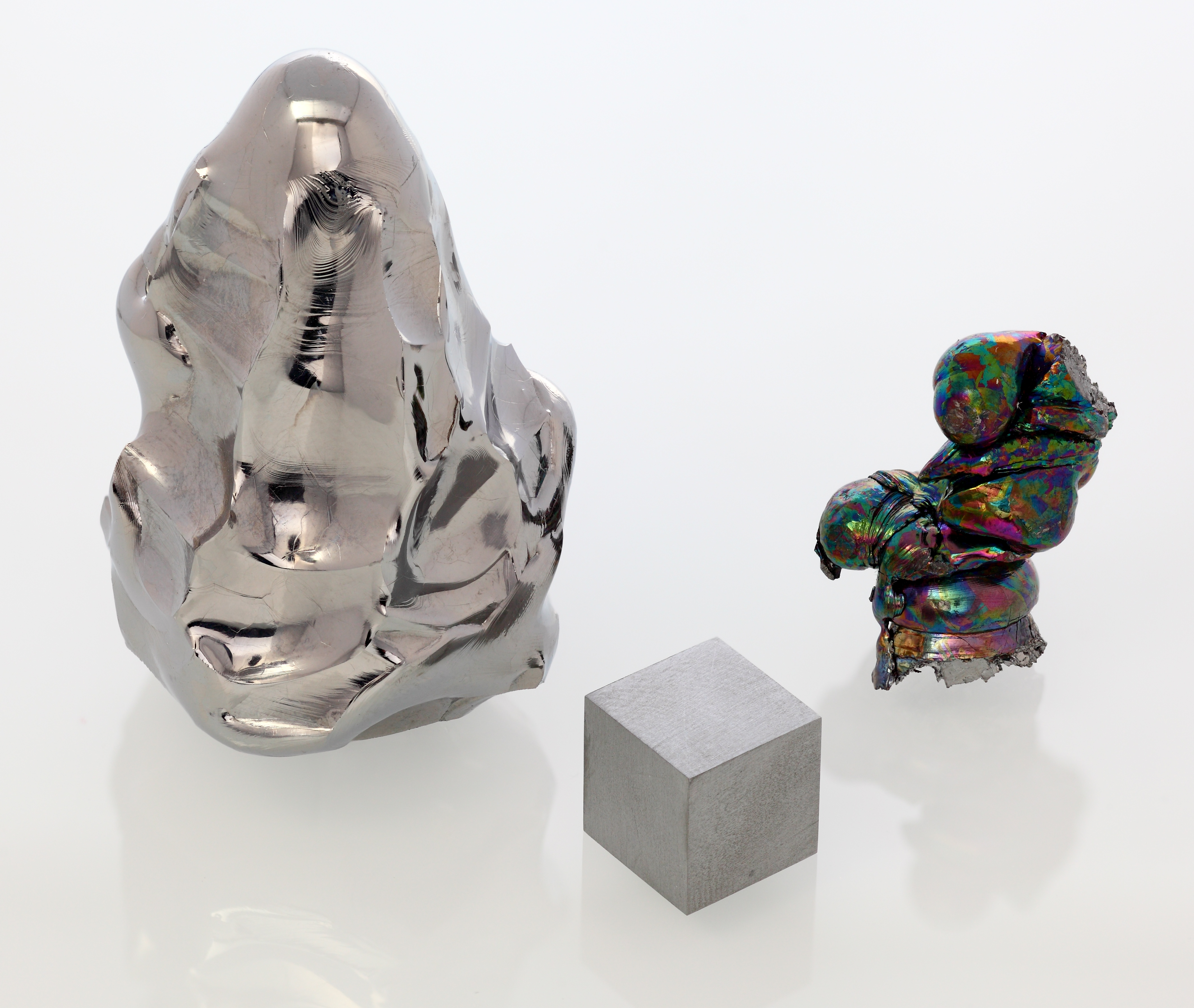
用于电子束重熔炉的可消耗电极的铪

从含钛矿石钛铁矿和金红石的重矿物砂矿石的矿床中可以开采出大量的锆，因此也会产生大部分的铪。锆是一种良好的核燃料棒包覆金属，它的中子捕获截面非常小，且高温下化学稳定性良好。然而，由于铪可以吸收中子，锆中的铪杂质对核反应堆有危害，在核电使用中有必要将锆与铪完全分离。无铪锆的生产会将锆和铪分离，这也是铪的主要来源。

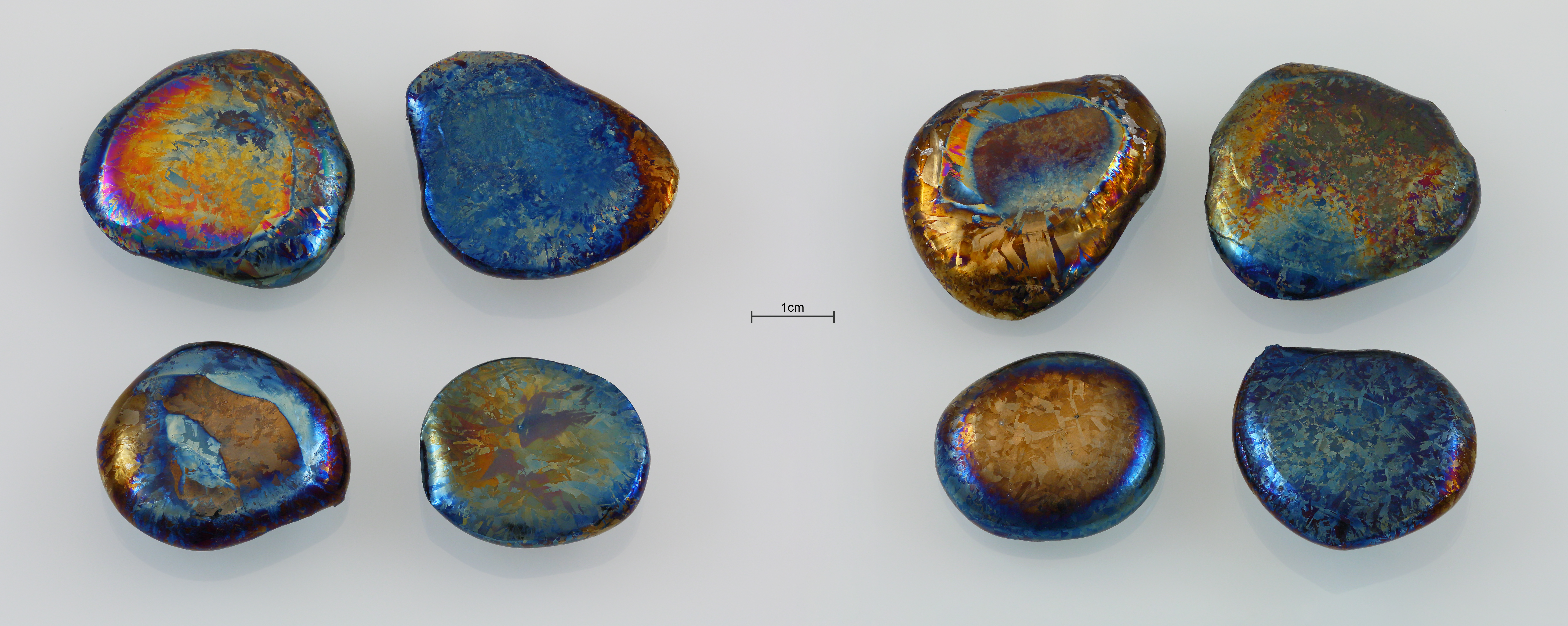
含氧化膜的铪粒展现出薄膜光学效应

铪和锆的化学性质极其相似，故难以分离。最初使用的方法有利用氟代酸铵溶解度不同的分级结晶法，以及利用氯化物沸点不同的分级蒸馏法，但并未工业化。20世纪40年代后，核反应堆对无铪锆的需求推进了分离工艺的研发，如使用多种溶剂的液–液萃取法，现在仍然用于铪的生产。
约半数金属铪是提纯锆的副产物。一些分离提纯方法的产物是四氯化铪，被钠或镁还原可制备金属铪（克罗尔法）。
HfCl4 + 2 Mg —1100 °C→ 2 MgCl2 + Hf
Arkel和de Boer 利用了化学传递反应开发出了进一步提纯铪的方法：在密闭容器中，铪与碘在500 °C下反应，形成四碘化铪；再在1700 °C的钨丝上，发生逆反应，分解得到碘和铪。铪在钨丝上沉积为固体，而碘可以继续与剩余的铪反应，使转化趋于完全。
Hf + 2 I2 —500 °C→ HfI4
HfI4 —1700 °C→ Hf + 2 I2

## 性质
晶体结构有两种：在1300℃以下时，为六方密堆积（α型）；在1300℃以上时，为体心立方（β型）。具有塑性的金属，当有杂质存在时质变硬而脆。空气中稳定，灼烧时仅在表面上发暗。细丝可用火柴的火焰点燃。性质似锆。不和水、稀酸或强碱作用，但易溶解在王水和氢氟酸中。

## 化合物
在大部分铪的化合物中，铪呈现+4价，在溶液中为无色的。二氧化铪、四氯化铪和四碘化铪是常见的化合物。铪盐在水中会发生水解，但倾向比相应的锆盐要小。
铪的化合物Ta4HfC5是目前已知物质中熔点最高的，为4,263 K（3,990 °C）；尽管在2015年有模拟计算预测一种Hf-C-N (碳氮化鉿)材料的熔点比其高200 K，但尚未经实验证实。
铪可以形成各种各样的配合物，如氟铪酸盐有HfF2−
6、HfF3−
7、HfF4−
8等几种，氯、溴、碘代的铪酸盐有过报道。乙酰丙酮铪、乙醇铪等有机盐也是已知的。

## 用途
由于它容易发射电子而很有用处，如用作白炽灯的灯丝。铪和钨或钼的合金用作高压放电管的电极用作Ｘ射线管的阴极。由于它对中子有较好的吸收能力，抗腐蚀性能好，强度高，因此常用来做核反应堆的控制棒，以减慢核子连锁反应的速率，同时抑制原子反应的"火焰"。

## 外部連結
- 元素铪在洛斯阿拉莫斯国家实验室的介紹（英文）
- —— 铪（英文）
- 元素铪在The Periodic Table of Videos（諾丁漢大學）的介紹（英文）
- 元素铪在Peter van der Krogt elements site的介紹（英文）
- WebElements.com – 铪（英文）